# Claudio Cardozo
Claudio Nicolás Cardozo (Canelones, Uruguay; 24 de abril de 1983) es un exfutbolista uruguayo que jugaba de delantero.

## Trayectoria
Debutó oficialmente en 2003 con el Liverpool Fútbol Club. En 2005 fichó por Sud América, donde nada más disputó ocho juegos. En 2006 tuvo su primera experiencia internacional con el 12 de Octubre de Paraguay. De ahí, en 2007, pasó al Atlético Olanchano de Honduras, con el que debutó oficialmente el 12 de agosto de ese año, durante la derrota por 0 a 2 contra Motagua. A inicios de 2008, su ficha pasó a ser propiedad del Vida en compra definitiva. Debutó el 12 de enero contra Real España y en ese mismo partido también anotó sus primeros dos goles como jugador del club ceibeño. Finalizó el Clausura 2008 con ocho anotaciones y siendo el tercer máximo anotador del torneo. 
A inicios de 2009 reforzó al Club Tijuana de México, donde convirtió 4 goles en 14 partidos disputados. Tras su breve paso por el fútbol mexicano, llegaría a Guatemala para jugar por el Deportivo Marquense. En 2010 regresó a Honduras y fichó por el Marathón, haciendo su debut el 28 de julio contra Tauro de Panamá, en un partido correspondiente a la Concacaf Liga Campeones que finalizó con goleada de 3 a 0 (con doblete de Cardozo). En el Apertura 2011 se consagró campeón de goleo, lo cual le permitió llamar la atención de los clubes mexicanos Puebla y Toluca, pero finalmente fue transferido en calidad de préstamo, con una opción de compra tasada en USD 400.000, al Hunan Billows de China.
A inicios de 2013 pasó al Real España, equipo en el que es considerado un ídolo por la afición. En su trayectoria en el futbol Hondureño, Cardozo hizo 13 goles con el Club Vida, 18 goles con el club Marathon y 69 goles con el Real España, haciendo un total de 100 goles solo en la Liga nacional de Honduras.

## Clubes
| Club                | País      | Año         | PJ  | Goles |
| ------------------- | --------- | ----------- | --- | ----- |
| Liverpool           | Uruguay   | 2004 - 2005 | 12  | 0     |
| Sud América         | Uruguay   | 2005 - 2006 | 8   | 0     |
| 12 de Octubre       | Paraguay  | 2006 - 2007 | 1   | 0     |
| Atlético Olanchano  | Honduras  | 2007        | 12  | 0     |
| Vida                | Honduras  | 2008        | 36  | 13    |
| Club Tijuana        | México    | 2009        | 14  | 4     |
| Deportivo Marquense | Guatemala | 2009 - 2010 | 10  | 3     |
| Marathón            | Honduras  | 2010 - 2012 | 39  | 18    |
| Hunan Billows       | China     | 2012        | 19  | 1     |
| Real España         | Honduras  | 2013 - 2017 | 153 | 69    |

## Palmarés

### Campeonatos nacionales
| Título          | Club        | País     | Año  |
| --------------- | ----------- | -------- | ---- |
| Torneo Apertura | Real España | Honduras | 2013 |

### Distinciones individuales
| Distinción                                                 | Año  |
| ---------------------------------------------------------- | ---- |
| Máximo goleador del Torneo Apertura de Honduras (15 goles) | 2011 |
| Once Ideal de la Liga Nacional de Honduras                 | 2015 |